# الموسيقى البحتة
الموسيقى البحتة absolute music
هي الموسيقى الموجودة فقط من أجل ذاتها، مقابل الموسيقى ذات البرنامج، التي تروي قصة أو تمثل شخص أو موقع. فوجة لباخ أو سوناتا بيانو لموتسارت، حيث تكون الأفكار الوحيدة المرسومة هي أفكار موسيقية، تعتبر موسيقى بحتة. من جهة أخرى، لا تكون موسيقى بحتة الأغنية أو الآريا أو عمل آخر له نص، بما أنه لحد ما الموسيقى مصممة لتناسب معنى الكلمات.

## هوامش
1. ↑  The Facts on File Dictionary of Music, Christine Ammer 2004